# Witold Molik
Witold Molik (ur. 5 sierpnia 1949 w Bninie koło Kórnika) – profesor zwyczajny nauk historycznych, kierownik Zakładu Historii Polski XIX i XX wieku w Instytucie Historii i dyrektor Centrum „Instytut Wielkopolski” na Uniwersytecie im. Adama Mickiewicza w Poznaniu.

## Życiorys
Syn Stanisława i Izabeli.
Specjalizuje się w badaniu historii społecznej Polski i stosunków polsko-niemieckich w XIX i początkach XX wieku, w szczególności dziejów polskiej inteligencji i ziemiaństwa oraz polskiego ruchu narodowego w zaborze pruskim, pamięci historycznej społeczeństwa polskiego, dziejów szkolnictwa i polskiej historiografii oraz polskich podróży edukacyjnych za granicę. 
Jest autorem prawie 400 publikacji, w tym monografii: Polskie peregrynacje uniwersyteckie do Niemiec 1871-1914 (1989), Kult Karola Marcinkowskiego (1996), Edward Raczyński 1786-1845 (1999), Życie codzienne ziemiaństwa w Wielkopolsce w XIX i na początku XX wieku. Kultura materialna (1999), Inteligencja polska w Poznańskiem w XIX i początkach XX wieku (2009). Jako redaktor wydał: (z Robertem Trabą) Procesy akulturacji /asymilacji na pograniczu polsko-niemieckim w XIX i XX wieku (1999), (z Rudolfem Jaworskim) Denkmäler in Kiel und Posen. Paralleln und Kontraste (2002), (z Henrykiem Żalińskim) "O nas bez nas". Historia Polski w historiografiach obcojęzycznych (2007). Zebrał i opracował (przy współudziale Agnieszki Baszko) artykuły zamieszczone w: Etos Wielkopolan. Antologia tekstów o społeczeństwie Wielkopolski z drugiej połowy XIX i XX wieku (2005).   
Stopień doktora nauk humanistycznych otrzymał w 1977 na podstawie rozprawy Kształtowanie się inteligencji polskiej w Wielkim Księstwie Poznańskim 1841-1870 (promotor prof. Witold Jakóbczyk). W 1988 na podstawie książki Polskie peregrynacje uniwersyteckie do Niemiec 1871-1914 uzyskał stopień doktora habilitowanego nauk humanistycznych w zakresie historii. W 1999 uzyskał tytuł profesora.
Począwszy od 1972, przez całą swoją karierę związany jest z Instytutem Historii Uniwersytetu im. Adama Mickiewicza w Poznaniu. Od 2002 stoi na czele powołanego z jego inicjatywy Centrum "Instytut Wielkopolski" przy UAM. Członek komisji rewizyjnej Fundacji Zakłady Kórnickie.
12 grudnia 2019 w Auli Lubrańskiego Collegium Minus Uniwersytetu im. Adama Mickiewicza w Poznaniu odbyła się uroczystość jubileuszowa z okazji siedemdziesiątych urodzin Profesora Witolda Molika.

## Uczniowie
Uczniami profesora Witolda Molika są m.in. Stanisław Borowiak, Alina Hinc, Piotr Grzelczak, Rafał Łysoń, Izabela Wyszowska.

## Ważniejsze publikacje
- Jan Działyński jako mecenas nauki i sztuki, Warszawa-Poznań 1974
- Kształtowanie się inteligencji w Wielkim Księstwie Poznańskim 1841-1870. Wybrane zagadnienia, w: Inteligencja polska pod zaborami. Studia, red. R. Czepulis-Rastenis, Warszawa 1978, s. 65-106
- Kształtowanie się inteligencji w Wielkim Księstwie Poznańskim 1841-1870, Warszawa-Poznań 1979
- Wokół "Przeglądu Poznańskiego". Próby politycznego usamodzielnienia się inteligencji polskiej w Poznańskiem w końcu XIX wieku, w: Inteligencja polska XIX i XX wieku. Studia, red. R. Czepulis-Rastenis, Warszawa 1981, s. 209-241
- Dziennikarze polscy pod panowaniem pruskim 1890-1914. Próba charakterystyki, w: Inteligencja polska XIX i XX wieku. Studia 3, red. R. Czepulis-Rastenis, Warszawa 1983, s. 111-186
- Społeczeństwo niemieckie Wielkiego Księstwa Poznańskiego wobec powstania listopadowego, w: Powstanie listopadowe a problem świadomości historycznej, red. L. Trzeciakowski, Poznań 1983, s. 37-51
- Polscy absolwenci szkół średnich i kierunki ich karier zawodowych w Wielkim Księstwie Poznańskim (1871-1914), w: Inteligencja polska XIX i XX wieku. Studia 4, red. R. Czepulis-Rastenis, Warszawa 1985, s. 161-215
- Wzór osobowy ziemianina w Wielkim Księstwie Poznańskim w drugiej połowie XIX wieku, w: Ziemiaństwo polskie 1795-1945, red. J. Leskiewiczowa, Warszawa 1985, s. 121-145
- Z dziejów kształcenia polskiej inteligencji na obczyźnie. Polscy studenci w uniwersytetach niemieckich 1871-1914, w: Inteligencja polska XIX i XX wieku. Studia 5, red. R. Czepulis-Rastenis, Warszawa 1987, s. 243-268
- Polskie peregrynacje uniwersyteckie do Niemiec 1871-1914, Poznań 1989
- Inteligencja polska W. Ks. Poznańskiego w świetle własnych opinii 1871-1914, w: Inteligencja polska XIX i XX wieku. Studia 6, red. R. Czepulis-Rastenis, Warszawa 1991, s. 147-162
- Red. (wspólnie z Jerzym Topolskim i Krzysztofem A. Makowskim), Ideologie, poglądy, mity w dziejach Polski i Europy XIX i XX wieku, Poznań 1991
- Z badań nad studiami uniwersyteckimi Wielkopolanek na przełomie XIX i XX wieku, w: Kobieta i edukacja na ziemiach polskich w XIX i XX w., red. A. Żarnowska i A. Szwarc, t. 2, cz. 2, Warszawa 1992, s. 39-47
- Szkolnictwo, w: Dzieje Poznania 1793-1918, t. 2, cz. 1, red. J. Topolski i L. Trzeciakowski, Warszawa-Poznań 1994, s. 428-461
- Kult Karola Marcinkowskiego, Poznań 1996
- Udział kobiet w polskim ruchu narodowym w Poznańskiem na przełomie XIX i XX w. (lata 1894-1914), w: Udział kobiet w polskim ruchu narodowym na Górnym Śląsku i Śląsku Cieszyńskim w XIX i XX wieku, red. H. Karczyńska, Opole 1996, s. 44-59
- Posen als "Hauptstadt des deutschen Ostens" und als "Haupstadt des Polentums" in den von Preussen beherrschten Gebieten. Poznań jako "stolica niemieckiego Wschodu" i jako "stolica polskości" na ziemiach pod panowaniem pruskim, w: Postkarten erzählen Geschichte: Die Stadt Posen 1896-1918. Pocztówki opowiadają historię: Miasto Poznań 1896-1918, hrsg. von / red. S. Kemlein, Lüneburg 1997, s. 143-177
- Inteligencja polska w dziewiętnastowiecznym Poznaniu. Liczebność i struktura zawodowa, "Kronika Miasta Poznania" 1998, nr 2, s. 9-33
- Edward Raczyński 1786-1845, Poznań 1999
- Życie codzienne ziemiaństwa w Wielkopolsce w XIX i na początku XX wieku. Kultura materialna, Poznań 1999
- Red. (z R. Trabą), Procesy akulturacji /asymilacji na pograniczu polsko-niemieckim w XIX i XX wieku, Poznań 1999
- Poznańskie pomniki w XIX i na początku XX wieku, "Kronika Miasta Poznania" 2001, nr 1, s. 7-40
- Zmiany modelu konsumpcji wielkopolskiego ziemiaństwa w XIX i na początku XX wieku, w: W kuchni i za stołem. Dystanse i przenikanie kultur, red. T. Stegner, Gdańsk 2003, s. 127-135
- Red. (z A. Saksonem i T. Stryjakiewiczem), Wielkopolska wobec wyzwań XXI wieku, Poznań 2004
- Przekształcanie się wielkopolskiego szlachcica w ziemianina - uspołecznionego farmera w XIX i na początku XX wieku, w: Ziemiaństwo wielkopolskie. W kręgu arystokracji, red. A. Kwilecki, Poznań 2004, s. 24-44
- Wybór i oprac. (przy współudziale A. Baszko), Etos Wielkopolan. Antologia tekstów o społeczeństwie Wielkopolski z drugiej połowy XIX i XX wieku, Poznań 2005
- Red., Jan Henryk Dąbrowski (1755-1818). Bohater narodowy, Poznań 2005
- Red. (z H. Żalińskim), "O nas bez nas". Historia Polski w historiografiach obcojęzycznych, Poznań 2007
- Inteligencja polska w Poznańskiem w XIX i początkach XX wieku, Poznań 2009
- Red. (z A. Hinc), Poznańskie Towarzystwo Przyjaciół Nauk a towarzystwa naukowe na ziemiach polskich w XIX i na początku XX wieku, Poznań 2012
- Polskie syntezy dziejów regionów. Tradycje historiograficzne - problemy metodologiczne - propozycja nowego modelu, w: Historie wzajemnych oddziaływań, red. R. Traba, Berlin-Warszawa 2014, s. 227-271
- Polscy studenci na uniwersytetach niemieckich od końca XVIII do początku XX wieku, tom I, Poznań 2016
- Stan badań nad dziejami ziemiaństwa na ziemiach polskich w okresie zaborów, w: Od Zjazdu w Łodzi do Zjazdu w Szczecinie. Bilans badań nad dziejami szlachty i ziemiaństwa na ziemiach polskich w XIX wieku, red. K.A. Makowski i K. Karolczak, Warszawa 2017, s. 11-45
- Red., Generał Jan Henryk Dąbrowski 1755-1818. W 200 rocznicę śmierci, Poznań 2018
- Red. (z T. Schrammem i D. Szymczakiem), Kwestia polska w propagandzie w okresie pierwszej wojny światowej, Poznań 2018
- Teksty wybrane. Księga pamiątkowa ofiarowana Profesorowi Witoldowi Molikowi z okazji 70. rocznicy urodzin, Poznań 2019
- Polska emigracja w Niemczech a kraj w drugiej połowie XIX i na początku XX wieku, Poznań 2021, ISBN 978-83-65988-66-9